# Beroepsmilitair
Een beroepsmilitair is een militair die vrijwillig deel uitmaakt van de krijgsmacht van een staat. Indien een boven genoemd persoon niet in dienst is van een erkende staat, spreekt men over een huurling, strijder, rebel en in sommige gevallen zelfs van een terrorist.
Een burger die aan het gewapend conflict deel neemt behoort meestal tot een militie of terroristische organisatie. Doordat de opkomstplicht in Nederland is opgeschort, is niemand meer dienstplichtig en heeft de Krijgsmacht beroepsmilitairen. Een beroepsmilitair volgt in het beginsel dezelfde opleiding als een dienstplichtig militair. Deze initiële opleiding kan per defensieonderdeel verschillen.
Een Nederlandse beroepsmilitair heeft geen arbeidsovereenkomst. In plaats daarvan zijn zij in het bezit van een Akte waarin men niet spreekt over een beroep maar aanstelling als beroepsmilitair. Deze akte noemt men de 'Akte van aanstelling'. In deze aanstelling staat onder andere het onderdeel vermeld waar een militair 'te werk gesteld' wordt. Deze Standplaats kan te allen tijde door de Minister van Defensie gewijzigd worden.
Men kan zowel eervol ontslag als oneervol ontslag uit deze aanstelling krijgen.
Na afschaffing van de opkomstplicht heeft men een aanstellingspremie ingesteld die uitbetaald wordt nadat de militair aan de eisen heeft voldaan die in deze aanstelling vermeld staan.